# Прокофьев, Георгий Алексеевич

Г. А. Прокофьев, К. Д. Годунов и Э. К. Бирнбаум в гондоле «СССР-1», 1933 год.

Георгий Алексеевич Прокофьев (17 августа 1902, Телешово, Вяземский уезд, Смоленская губерния — 23 апреля 1939, Москва) — первый советский стратонавт, советский воздухоплаватель, который координировал военные программы стратосферных полётов в 1931–1939. 30 сентября 1933 стратостат «СССР-1» под его командованием установил мировой рекорд высоты в 18 514 метров.

## Биография
Родился в крестьянской семье в деревне Телешово Спас-Волжинской волости Вяземского уезда Смоленской губернии. В 1912–1918 годах учился в мужской гимназии в Вязьме, с 15 лет работал подручным слесаря, потом рабочим по электрооборудованию в Вяземском железнодорожном депо.
Вступил в РКП(б) в 1920 году и в том же году был мобилизован в Красную Армию на советско-польскую войну. С 1921 года работал сначала в Смоленском губернском комитете комсомола, затем в Центральном Комитете ВЛКСМ в Москве. С марта 1922 по август 1924 года работал инструктором Бауманского райкома ВКП(б) Москвы.
В 1924 году вернулся на службу в Красную Армию, в середине 1920 годов успешно закончил школу военных воздухоплавателей, в 1929 году совершил свой первый самостоятельный свободный полёт на сферическом аэростате. С 1927 года служил помполитом, а с 1930 года – командиром Опытно-исследовательского воздухоплавательного дивизиона ВВС РККА, базирующемся в Кунцево, пригороде Москвы. Показал себя хорошим воздухоплавателем, вскоре начал командовать первым отрядом дирижаблей и показал себя эффективным кандидатом в руководители зарождающейся советской стратосферной программы. Возглавлял работу по  созданию стратостата «СССР-1».
В декабре 1932 года авиаконструктор Владимир Чижевский предложил подробное описание воздушного шара с конфигурацией, способной побить рекорд высоты Огюста Пиккара. Военные поддержали проект стратостата, названного «СССР-1», и Прокофьев взял на себя роль его руководителя, координирующего усилия военных и гражданских конструкторов и технологов. Консолидация практически всех доступных систем безопасности позволила создать безопасную конструкцию «СССР-1» (в отличие от злополучного «Осоавиахим-1»).
На «СССР-1» вместе с К. Д. Годуновым и Э. К. Бирнбаумом 30 сентября 1933 года совершил рекордный подъём на высоту 18 514 метров. Данный мировой рекорд был побит советским стратосферным аэростатом «Осоавиахим-1» 30 января 1934 года, новый мировой рекорд высоты составил 22 км. 5 сентября 1934 года в экипаже стратостата «СССР-2» вместе с К. Д. Годуновым должен был подняться на рекордную высоту от 25 до 30 км, однако при заполнении оболочки водородом из-за электризации шёлковой ткани произошло возгорание, за 5 минут оболочка была полностью уничтожена, и полет не состоялся.
11 августа 1937 года приказом заместителя народного комиссара обороны по авиации Я. И. Алксниса был снят с командования дивизионом.
18 сентября 1937 года стратостат «СССР-3», которым командовал Прокофьев, при попытке установления нового рекорда потерпел аварию, из-за открывшегося разрывного клапана упав с высоты 700–800 м. Все члены экипажа получили тяжёлые травмы, Прокофьев с повреждениями позвоночника, разбитой ступней и временной атрофией кишечника попал в больницу. В том же месяце в связи с полученным ранением был уволен из рядов РККА.
В мае 1938 года был исключен из рядов ВКП(б) «за связь с врагами народа, в частности Эйдеманом, Смоленским и братьями Аронштам, на сестре которых он был женат, а также за зазнайство и грубость с подчиненными, систематическое пьянство». Но в августе 1938 года парткомиссия Политуправления РККА восстановила его в рядах партии. В сентябре 1938 года вернулся в строй и был назначен командиром воинской части.
24 апреля 1939 года покончил жизнь самоубийством (застрелился). Урна с его прахом захоронена в Стене авиаторов на Новодевичьем кладбище в Москве.
Дочь – Инна Георгиевна Прокофьева.

## Награды
- Награждён орденом Ленина. Тогда, в сентябре 1933 года звание Героя Советского Союза ещё не было утверждено (оно появилось лишь в апреле 1934 года). Поэтому Г. А. Прокофьев был награждён на тот момент самым высшим в СССР орденом Ленина.

## Память
- В честь Г. А. Прокофьева, в Нижнем Новгороде названа улица
- В конце 2011 года на родине первого советского стратонавта в городе Вязьма Смоленской области, на здании бывшей мужской гимназии, где Г. А. Прокофьев учился в 1912—1918 годах, в его честь установлена памятная доска.
- В Вяземском историко-краеведческом музее Г. А. Прокофьеву посвящён памятный стенд.
- В 2015 г. внучатые племянники стратонавта Г. А. Прокофьева В. А. Григорьев и В. Н. Ерошкин написали о нём первую книгу «Первый мировой рекорд СССР» (М.: Золотой теленок, 2015) ISBN 978-5-88257-124-4